# 瀛社
瀛社，台灣傳統詩社，創於1909年，與櫟社、南社為台灣日治時期三大詩社之一。2005年正式立案，改名為臺灣瀛社詩學會。

## 創立
據林正三考據，瀛社創立於1909年(明治四十二年)農曆二月十六日，由《臺灣日日新報》漢文部記者謝汝銓，連同洪以南、倪希昶、趙一山、林蘭馨創社，召集北台灣詩人一百五十餘人，於艋舺平樂游酒樓舉行成立會。公推洪以南為首任社長，謝汝銓為副社長。創社之後，每月召開吟宴作詩，每年召開大會，由顏雲年推動，並與桃園桃社、新竹竹社時開擊缽聯吟大會，顏氏任三社聯吟會會長，顏氏過世後，三社聯吟活動漸息。

## 運作
日治時期，除台灣本地外，尚有中國福建文人、日本旅台商人加入活動，與南社、櫟社並稱於一時。1921年於台北春風得意樓辦理首次全台詩人大會。

#### 經常性活動：例會、大會
例會月開一次，以課題為主，設立值東，起初為社內詩友的封閉性切磋活動，後受中央部擊缽吟會影響，課題與擊缽吟會並存，形成定期擊缽吟會，並轉為開放形式。
大會年開一次，另有一說為秋季、春季大會共兩次。

#### 不定期活動：多社聯吟
分為區域性的瀛桃聯吟會、瀛桃竹三社聯吟會、瀛星聯吟會，後再擴大為全島詩社聯吟會，以及其他不定時、不同目的、不同對象所舉辦的聯吟會。

#### 相關團體
瀛社屬開放性質，接近詩社的聯合社，除了原始社員，也接受其他詩社全社加入。1924年(大正十三年)，北台灣各詩社引薦社員加入瀛社，如瀛東小社、天籟吟社、星社、小鳴吟社、萃英吟社、高山文社、松社、聚奎吟社等，或以全社加入，或以個人身分參與，瀛社儼然為台灣北部詩社聯合社。
瀛社另有附屬組織，社員依年齡、地域、交游，亦另行組成吟會，可視為瀛社次級組織，如中央擊缽吟會、食飯會、婆娑會、同意吟會、有志吟會等。

## 社員

### 日治時期
可分為兩期計算，第一期為瀛社成立，至1924年（大正13年）9月4日重新整理會籍為止。第二期為1924（大正13年）9月至1939（昭和14年）10月。

###### 第一期：1924年以前
瀛社初期約有一百五十餘名社員，然而流動頗大，目前已難查考具體姓名、人數。成員除台灣本地詩人外，亦涵蓋日本寓居文人，根據《臺灣日日新報》上的作品，曾發表的日本社員有山口東軒、安江五溪、石川柳城、中瀨溫岳、伊藤壺溪、村田天民、尾崎白水等日籍人士。重要成員如洪以南、謝汝銓、顏雲年、許梓桑、李碩卿、黃玉階等人。瀛社自成立至1924年止，根據《臺灣日日新報》揭載的瀛社訊息與名冊，約有110名，加上未有入會紀錄者16名，總計約126名，詳細資料無法掌握。

#### 第二期：1924年以後
自1924年起，瀛社社員會籍重整，每年秋季重新編組，分為十二組或六組，輪值舉行例會。根據1923年開始發表的〈吟會輪值表〉，新社員53人，舊社員36人，共計89人。1925年10月26日、10月28日輪值表刊於《臺灣日日新報》9148號、9150號，顯示社員共77人。1926年10月25日輪值表刊於《臺灣日日新報》9512號顯示，社員總數80人，基隆地區成員，原屬小鳴吟社，後納入為瀛社基隆分部，或納入分組輪值，或另行舉行期外例會。1929年輪值表刊於《臺灣日日新報》10569號顯示總計50人。1930年10月重新改組，輪值表刊於《臺灣日日新報》10948號顯示總計43人，不含基隆組。1931年10月重新改組，輪值表刊於《臺灣日日新報》11302號，總計48人，不含基隆組。1932年10月重新改組，輪值表刊於《臺灣日日新報》11656號，含基隆組共計57人。1933年10月改組，輪值表刊於《臺灣日日新報》12032號，不含基隆組共51人。1934年9月改組，輪值表刊於《臺灣日日新報》12385號，包含基隆組共76人。1936年10月改組，輪值表刊於《臺灣日日新報》13118號，包含基隆組共41人。1937年4月1日起，因《臺灣日日新報》取消漢文版，詩社活動轉於《風月報》刊載。1937年11月，刊於《風月報》51號，共計42人。1938年10月《風月報》74號，總計36人，不含基隆組。1939年10月《風月報》96號刊載，共計44名。

### 戰後至今
1945年中華民國接管臺灣，臺灣政治局勢劇變，1949年國民政府遷台，大陸官員、文人亦開始參與台灣古典詩壇活動。如孔德成擔任瀛社顧問，何志浩擔任名譽社長等。1964年社員分春、夏、秋、冬四組；1975年分為六組；1985年開始改稱花朝、端陽、觀蓮、中秋、光復、冬至六組；1993年增設榮譽社員一組；1999年設上巳、端陽、觀蓮、中秋、光復等組；2000年設清和、端陽、觀蓮、中秋、光復等組；2005年改為花朝、清和、觀蓮、中秋、小春、冬至等組。

## 歷屆幹部
1. 第一任(1918年─1926年)：社長─洪以南；副社長─謝汝銓；總幹事─魏清德、劉篁村（成立初未立社長，至1918年7月推舉產生。）
2. 第二任(1926年─1953年)：社長─謝汝銓；副社長─魏清德
3. 第三任(1953年─1964年)：社長─魏清德；副社長─李建興；總幹事─張鶴年
4. 第四任(1964年─1978年)：社長─李建興；副社長─張晴川；總幹事─張晴川、江紫元
5. 第五任(1978年─1999年)：社長─杜萬吉；副社長─張鶴年、黃得時、莊幼岳、黃鷗波；總幹事─魏壬貴、陳焙焜
6. 第六任(1999年─2003年)：社長─黃鷗波；副社長─陳焙焜；總幹事─林正三、陳炳澤
7. 第七任(2003年─2004年)：社長─陳焙焜；副社長─林正三；總幹事─林正三、翁正雄
8. 第八任(2004年─2005年)：社長─林正三；副社長─翁正雄、陳欽財；總幹事─洪淑珍[20]

## 2000年後活動
2007年11月，國立台灣文學館委託國立台灣大學臺灣文學研究所辦理「瀛社成立一百週年學術研討會」，同年，台北市文獻委員會策畫策畫「瀛社百年紀念特展」。

## 外部連結
- 瀛社網站